# 나폴리만

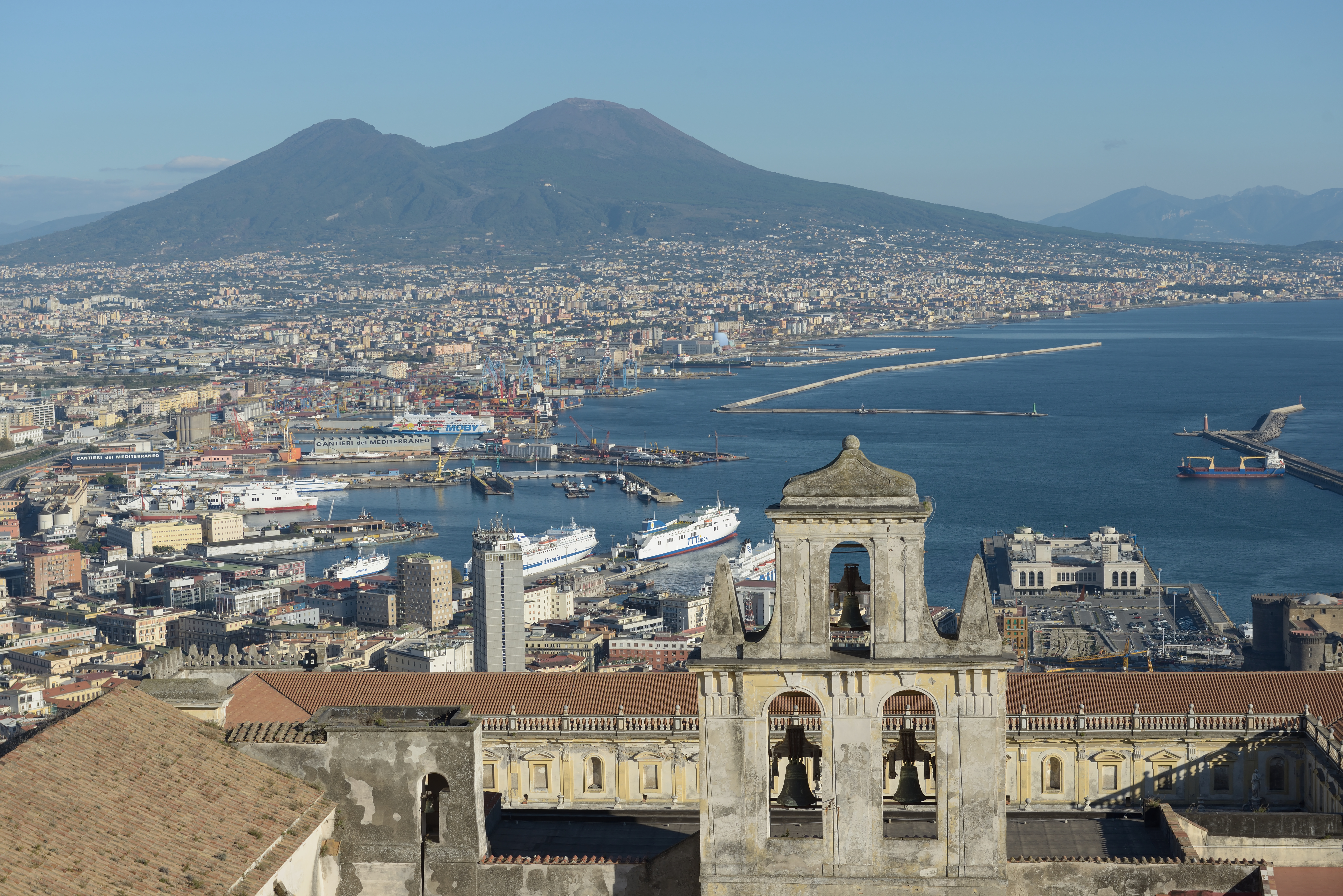
나폴리에 위치한나폴리 만에서 본 베수비오 산과 수평선

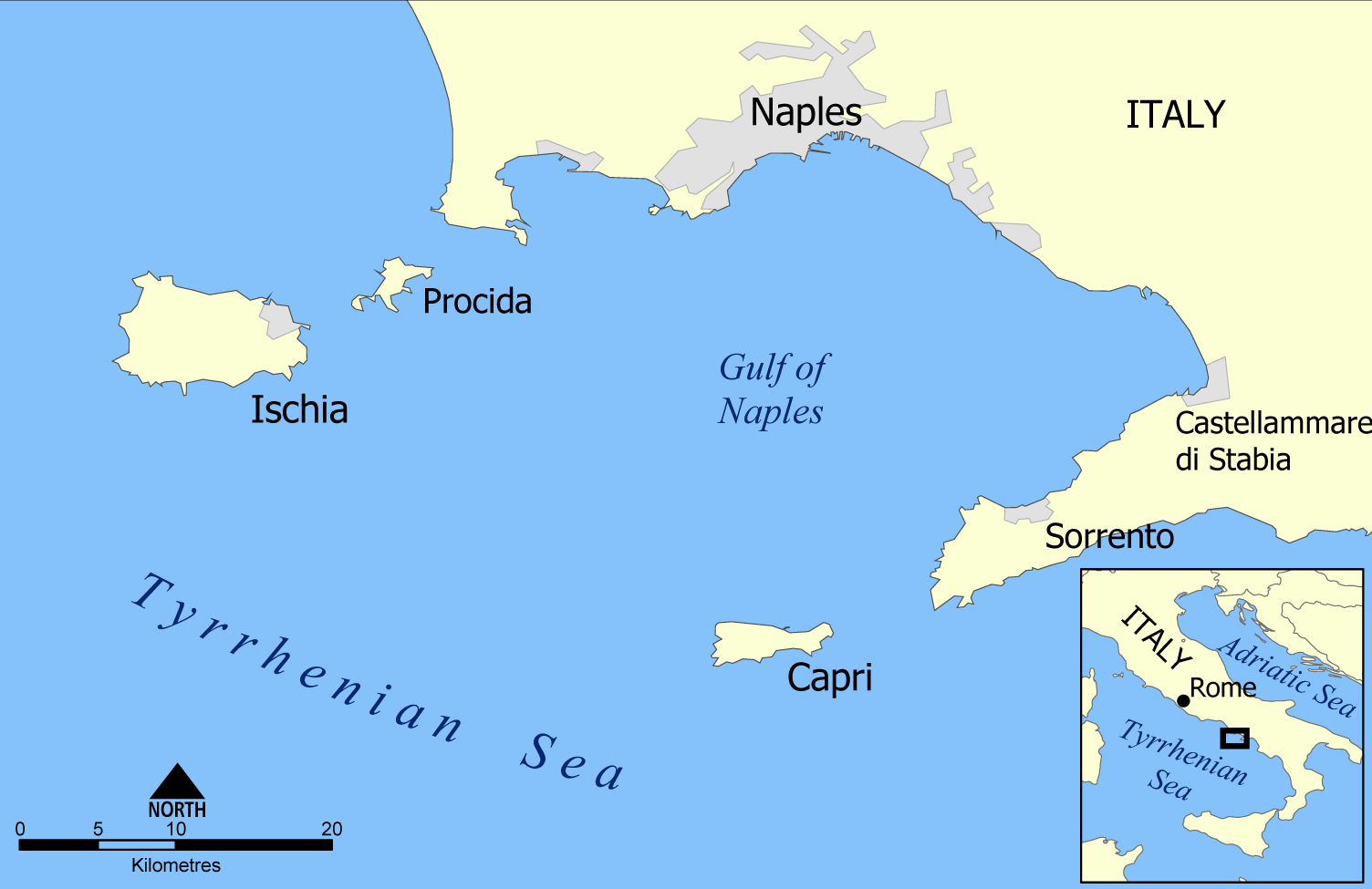
걸프 만의 지도

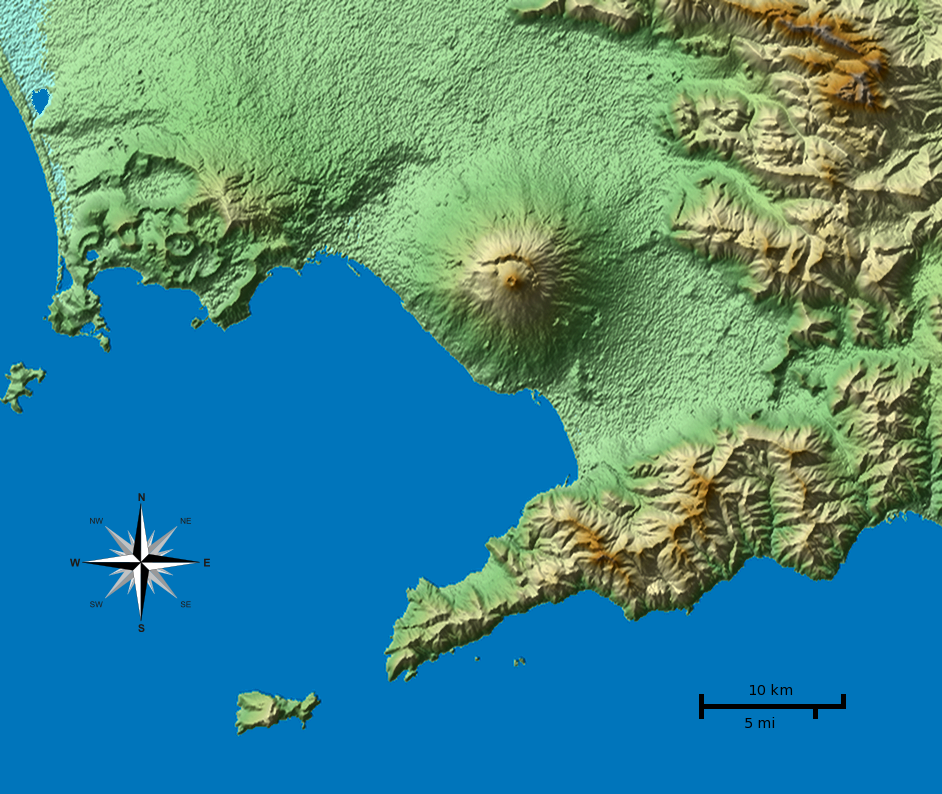
나폴리 만과 베수비오산의 지형도

나폴리 만 (이탈리아어: Golfo di Napoli)는 이탈리아 남서쪽 해안을 따라 15km 거리에 펼쳐져 있다. 나폴리만은 서쪽으로 지중해와 연결되어 있다. 북쪽으로는 나폴리와 포추올리, 동쪽으로는 베수비오 산 남쪽에는 소렌토 반토와 소렌토가 맞닿아있다. 소렌토 반도는 나폴리 만이 아말피 해안이 있는 살레르노 만으로부터 떨어져있다.